# Полосатый брызгун
Полосатый брызгун (лат. Toxotes jaculatrix) — вид лучепёрых рыб семейства брызгуновых (Toxotidae).
Максимальная длина тела 30 см, обычно 15—20 см. Тело удлинённое, наибольшая высота в задней части, сжатом с боков. Рыло вытянутое, нижняя челюсть немного выдаётся вперёд. Довольно крупная чешуя покрывает, кроме самого тела, также хвостовой плавник и мягкую часть спинного. Окраска тела серебристо-белая, иногда желтоватая, с 4—5 широкими тёмными пятнами или полосами поперёк спины. Распространены в Индо-Тихоокеанской области от Индии до Новой Гвинеи, Австралии, Соломоновых островов и Вануату. Держится около берегов и охотится, выпуская струю воды из ротового отверстия, с целью сбить насекомых, сидящих на ветвях невысоко от воды.
Как аквариумная рыба стал популярным из-за необычного способа питания.